# Calopăr
Calopăr là một xã thuộc hạt Dolj, România. Dân số thời điểm năm 2002 là 3963 người.